# Pallavolo ai I Giochi giovanili dell'Asia dell'est
La pallavolo ai I Giochi giovanili dell'Asia dell'est si è disputata durante la I edizione dei Giochi giovanili dell'Asia dell'est, che si è svolta a Ulan Bator nel 2023.

## Podi
| Evento                         | Oro  | Argento       | Bronzo    |
| Pallavolo maschile (dettagli)  | Cina | Taipei cinese | Mongolia  |
| Pallavolo femminile (dettagli) | Cina | Mongolia      | Hong Kong |